# Самакова
Самако́ва — село у Конятинській сільській громаді Вижницького району Чернівецької області України.

## Географія
Село розташоване поблизу села Яблуниця та приблизно за 50 км. автошляхами від міста Вижниця.

## Історія
Самакова — село в Українських (Буковинських) Карпатах. Територія, на якій тепер знаходиться село, з кінця X століття входила до Київської Русі, після 1199 року — до складу Галицько-Волинського князівства. Пізніше разом зі всією Буковиною ввійшло до складу Молдавського князівства, належало до частково автономної адміністративної одиниці під назвою Довгопільський окіл. 
З 1775 року у складі Австро-Угорської імперії. 
У період з 1918 р. до 1940 р. Самакова, як і Буковина, перебувала під румунською окупаційною владою. 
У 1940 році село, разом з усією Північною Буковиною, внаслідок військової інтервенції СРСР було приєднане до УРСР. У 1941 році Румунія, як союзниця нацистської Німеччини, вдруге окупувала Буковину та село Самакова. Але румунська окупаційна влада протрималась недовго —  восени 1944 року Північна Буковина була окупована радянськими військами.
Тоді ж червоними партизанами було вчинено велике вбивство місцевих жителів. Увірвавшись в село, вони зайшли до пивниці жителя села Косована Григорія. В ній жителі села переховувалися від радянських «визволителів». Радянські партизани всіх розстріляли. Загинуло понад 20 осіб, зокрема: Фокшик Дмитро, Торак Іван, Генцар Георгій, Косован Юрій, Маньковський Михайло, Малиш Дмитро, Косован Георгій та інші. Вбитих поховали на цвинтарі в сусідньому селі Яблуниця.
З 1991 року в складі незалежної України.
26 січня 2017 року шляхом об'єднання Довгопільської, Конятинської та Яблуницької сільських рад село увійшло до Конятинської сільської громади.

## Населення
Згідно з переписом 2001 року в селі Самакова мешкало 593 осіб.
В усі часи населення Самакової складали буковинські гуцули — субетнічна група українського народу.